# Coucou à gorge rousse
Chalcites ruficollis
Espèce
Statut de conservation UICN

 LC  : Préoccupation mineure
Le Coucou à gorge rousse (Chalcites ruficollis) est une espèce d'oiseaux de la famille des Cuculidae. 
Son aire s'étend à travers la chaîne Centrale (Nouvelle-Guinée).